# Софус Лі
Маріус Софус Лі (норв. Marius Sophus Lie; нар.17 грудня 1842, Нордфьордейд, Норвегія — пом.18 лютого 1899, Христіанія, нині Осло, Норвегія) — норвезький математик.
Лі створив значну частину теорії неперервної симетрії і використовував її у вивченні геометрії і диференціальних рівнянь.
Отримав ступінь доктора філософії в університеті Осло у 1872 році за роботу Про класи геометричних перетворень, став почесним членом Лондонського математичного товариства у 1878 і членом Лондонського королівського товариства (1895).
Основним інструментом Лі та його головним відкриттям було те, що неперервні групи перетворень (названі на честь його групами Лі) можна зрозуміти краще, лінеаризуючи їх і вивчаючи векторні поля, що утворюються (так звані інфінітезимальні генератори). Генератори підпорядковуються лінеаризованій версії групового множення, що називаються тепер комутатором, і мають структуру алгебри Лі.

## Праці
- Ли С. Симметрии дифференциальных уравнений. — Ижевск : РХД, 2011. — 704+840+704 с.
- Ли С. Теория групп преобразований. — Ижевск : РХД, 2011-2012. — 712+640 с.